# Прапор Гондурасу

Знамено Флоту Гондурасу. Співвідношення сторін: 1:2

Прапор Гондурасу було ухвалено 9 січня 1866 року. За основу було взято прапор Федеративної Республіки Центральної Америки. 1823 року Гондурас приєднався до Об'єднаних Провінцій Центральної Америки і прийняв їхній прапор. 1866 його було змінено. В центрі було розміщено 5 блакитних зірок, які символізують 5 провінцій Центральної Америки. Кольори та розташування смуг залишилися тими ж, що і на прапорі Об'єднаних Провінцій Центральної Америки.
Прапор являє собою три горизонтальних смуги однакового розміру. Відношення довжини прапора до його ширини становить 2:1. Дві зовнішні блакитні смуги символізують Тихий океан та Карибське море. Внутрішня біла смуга символізує землю між океаном та Карибським морем, а також мир та процвітання її жителів. П'ять блакитних п'ятипроменевих зірок, розташованих посередині білої смуги у вигляді літери Х, символізують 5 країн колишньої Федаративної Республіки Центральної Америки (Сальвадор, Коста-Рику, Нікарагуа, Гватемалу та Гондурас) та надію, що ці країни можуть знову утворити єдину державу.
Цивільні судна та ті, що належать державі, ходять під державним прапором. Кораблі Флоту Гондурасу ходять під знаменем флоту, яке являє собою державний прапор, на якому замість п'яти зірок у центрі зображено державний герб країни над п'ятьма невеликими синіми зірками, розташованими у вигляді дуги.
В указі 1949 року було написано, що прапор має бути світло-блакитним. Але на практиці, в країні сім десятиліть використовувався синій прапор. Лише 27 січня 2022 року уряд на чолі з новообраною президентом Сіомарою Кастро, після рекомендацій Національного університету Гондурасу підняв світло-блакитні прапори. 

## Історія

### Сполучені Провінції Центральної Америки

Прапор Сполучених провінцій Центральної Америки 1823–1824
Прапор Сполучених провінцій Центральної Америки 1825–1839

Походження прапора Гондурасу сягає Сполучених провінцій Центральної Америки, частиною якої був Гондурас. Це була перша країна в Центральній Америці, яка використовувала синьо-біло-блакитну прапор, який, в свою чергу, базувався на прапорі Аргентини.

### Перший прапор

1838–1866

Прапор використовувався з часів незалежності та остаточно скасований у 1949 році. Прапор визначено як прапор СПЦА без емблеми.

### Другий прапор

1866–1949
1866–1898 Альтернативний

6 лютого 1866 року президент Хосе Марія Медіна змінив герб і прапор, додавши 5 зірок, що представляють 5 початкових об'єднаних провінцій. Найпопулярніше розташування синіх зірок було схоже на розташування крапок на кубику, але були й альтернативні розташування. Інші версії, окрім поточної, зникли до 1930-х років.
Хоча не було жодної згадки про точний відтінок синього, який слід використовувати, найпоширеніша версія (включно з тією, що використовується військовими) використовувала темно-синій.

#### Велика Республіка Центральної Америки

Прапор Великої Республіки Центральної Америки 1896–1898
1898–1930ті Альтернативний

Між 1896 і 1898 роками Гондурас був частиною союзу, відомого як Велика Республіка Центральної Америки. У межах союзу Гондурас все ще має власний прапор. Приблизно в цей час з’являється неофіційна версія із золотими зірками, яку іноді вважають лише помилкою. Ймовірною причиною цього є те, що союз використовував золоті зірки.

### Третій прапор

1949–2022

26 січня 1949 року президент Хуан Мануель Гальвес вніс зміни до указу 1866 року, підтвердивши положення зірок. Указ також визначив відтінок синього, який використовується на смугах і зірках, як бірюзовий. Однак ця зміна не була реалізована, і прапор продовжував виготовлятися з використанням темно-синього кольору протягом 73 років.

### Четвертий прапор

2022

У вересні 2018 року член парламенту Марія Луїза Борхас запропонувала змінити колір прапора на синій мая, можливо, у зв'язку з цивілізацією Мая, яка займала частину території країни. Його веб-колір у шістнадцятковому коді буде таким: #73C2FB. 
У 2020 році Національний університет Гондурасу опублікував свої рекомендації щодо відтінків синього кольору, який використовується на прапорі, через «відсутність» офіційної позиції щодо цієї теми. Дотримуючись указу 1949 року, керівні принципи встановили більш світлий відтінок синього для прапора Гондурасу (з шістнадцятковим кодом #00BCE4), «доки його кольори не будуть визначені та врегульовані законодавчим указом».
4 січня 2022 року Збройні сили Гондурасу оголосили про зміну з цього місяця монограм, уніформи та логотипу, щоб національний прапор представляв бірюзовий колір. Оголошення було зроблено незабаром після того, як обраний президент Сіомара Кастро також оголосила про використання прапора цього відтінку синього.

#### Різні зображення прапора

На веб-сайті Президента (Адміністрація 2014-2022).
Прапор у синьому кольорі Майя за пропозицією депутата Марії Луїзи Борхас.
Прапор "бірюзово-блакитний", згідно з визначенням Pantone цього кольору.[6]

## Дизайн
|                |
| Дизайн прапору |

| Кольорова схема | Синя бірюза    | Білий       |
| --------------- | -------------- | ----------- |
| RGB             | 85-188-228     | 255-255-255 |
| HEX             | #00bce4        | #FFFFFF     |
| CMYK            | 100, 18, 0, 11 | 0, 0, 0, 0  |

## День прапора

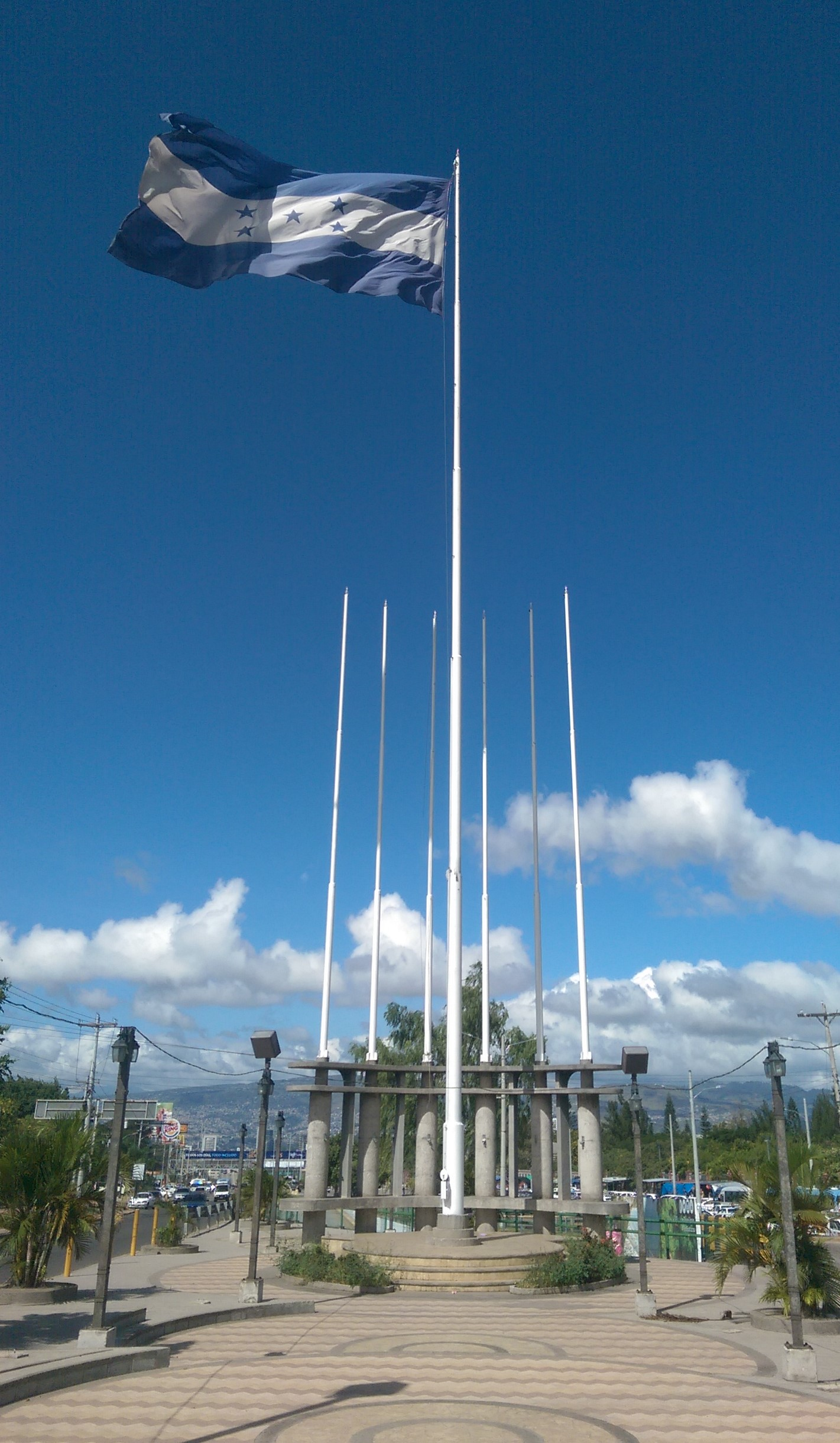
Прапор Гондурасу на Flags Plaza в Тегусігальпі

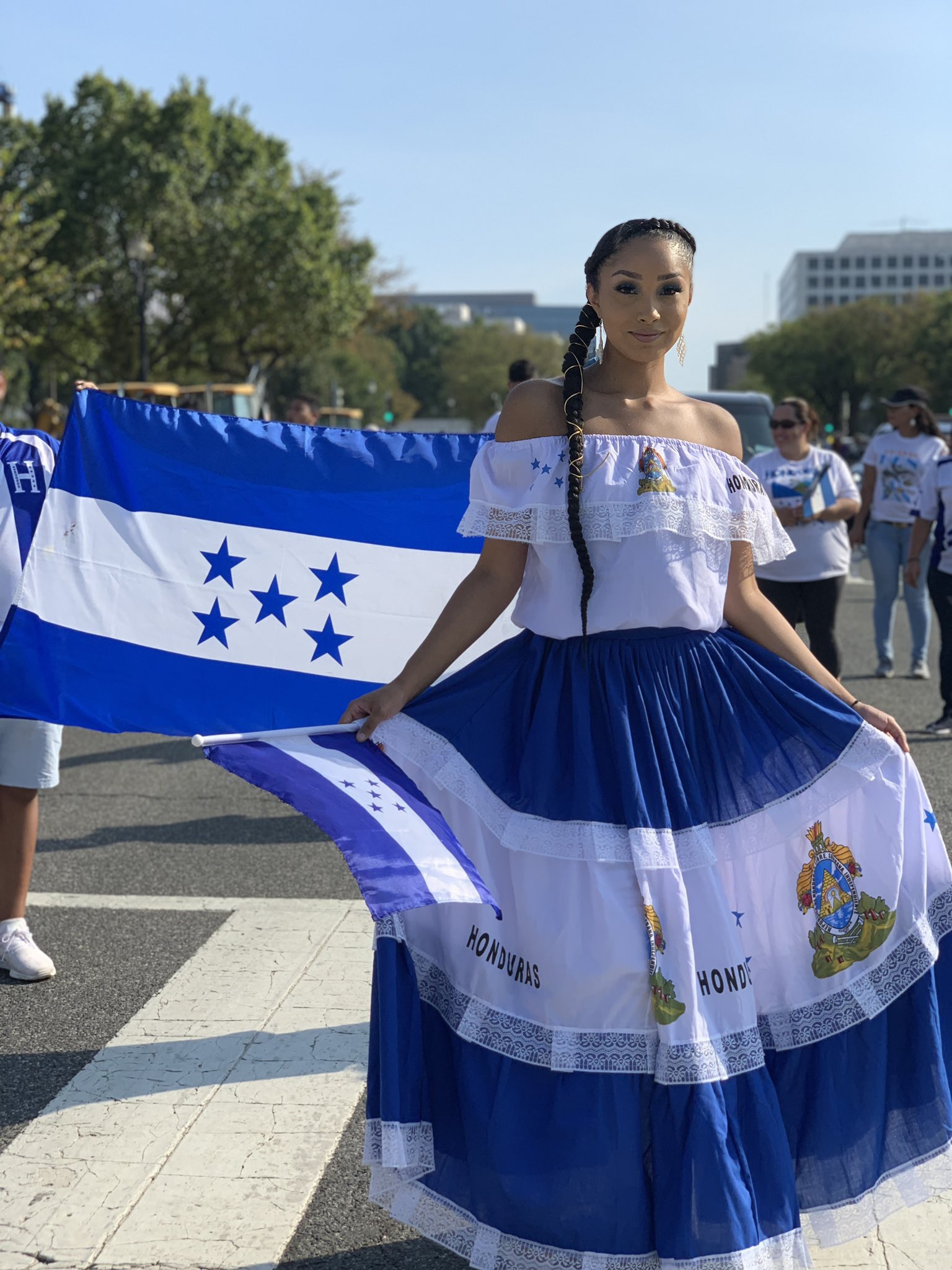
Жінка в спідниці з кольорами прапора.

Законодавчим указом № 84-95 від 23 травня 1995 року 1 вересня кожного року проголошено «Днем державного прапора»:
|  | ... «Стаття. 1º.- Він встановлений 1 вересня кожного року як День національного прапора Республіки Гондурас, у цей день усі державні установи, цивільні та військові, а також широка громадськість повинні віддати данину шани та повага до Прапора Батьківщини. Стаття. 2º.- Скасувати Декрет № 5 від 7 червня 1943 року, згідно з яким 14 червня кожного року встановлювалося як день національного прапора Гондурасу.» ... |

## Прапори департаментів Гондурасу

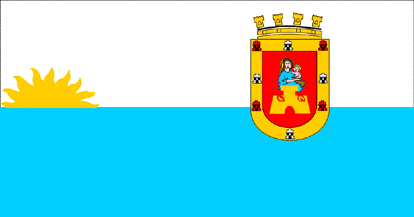
Колон
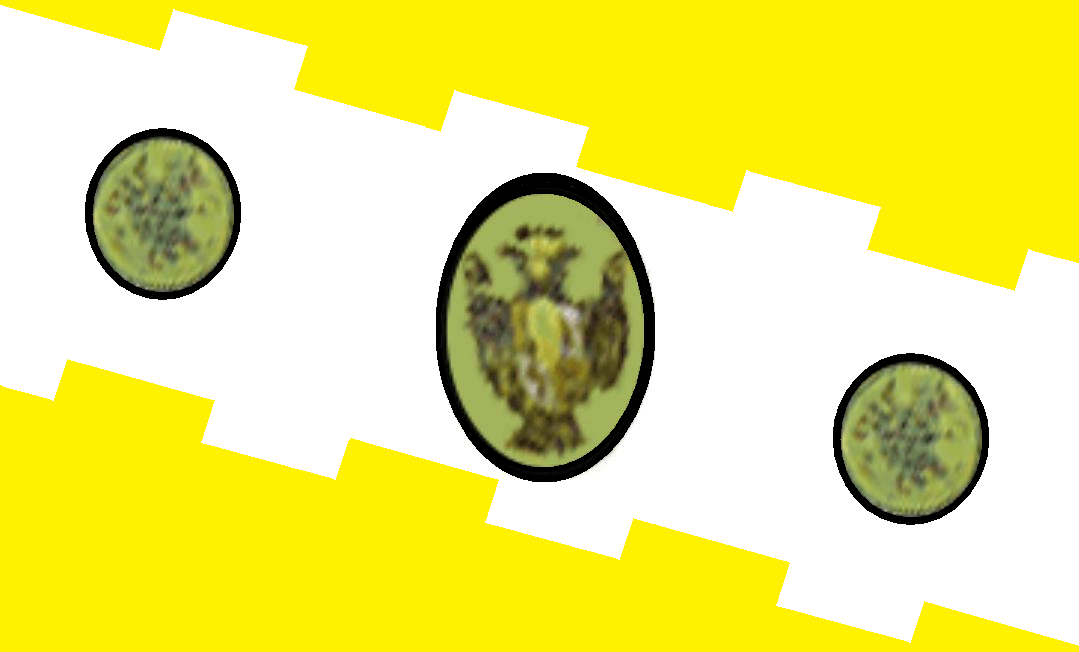
Комаягуа
Франсіско-Морасан
Окотепеке
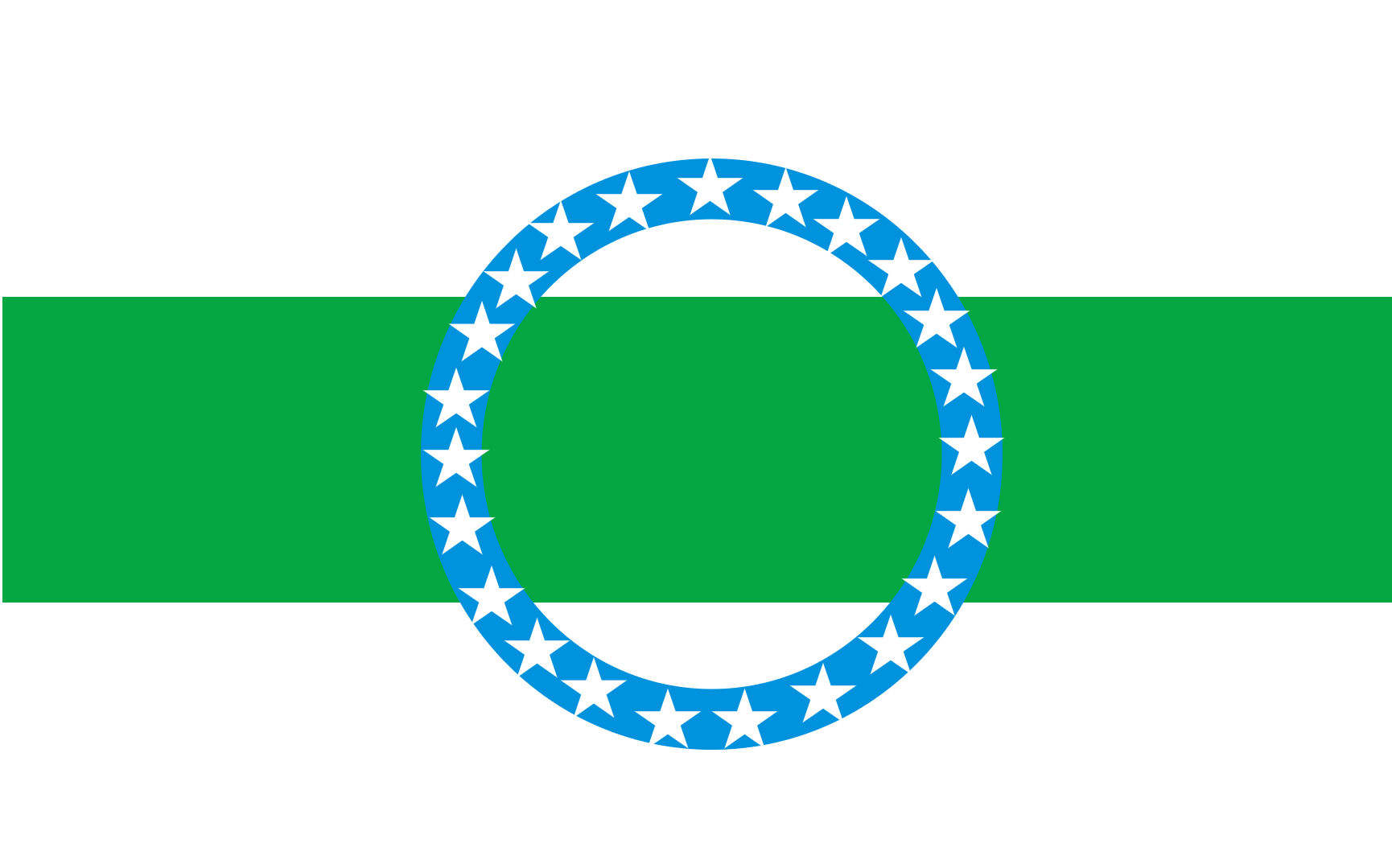
Оланчо
Санта-Барбара